# Маурино (Потенца)
Маурино (итал. Maurino) је насеље у Италији у округу Потенца, региону Базиликата.
Према процени из 2011. у насељу је живело 13 становника. Насеље се налази на надморској висини од 337 м.